# Michal Jurman
Michal Jurman (* 23. srpna 1982 Nové Město na Moravě) je český básník, scenárista a cestovatel.

## Život
Michal Jurman se narodil 23. srpna 1982 v Novém Městě na Moravě jako syn spisovatele Hynka Jurmana.
V letech 1997–2001 studoval Gymnázium Vincence Makovského v Novém Městě na Moravě, následně byl přijat do ateliéru Antonína Přidala na JAMU v Brně.
V roce 2007 zakončil studium na Divadelní fakultě Janáčkovy akademie múzických umění v Brně, obor Rozhlasová a televizní dramaturgie a scenáristika.
Působil jako redaktor, reportér, editor a moderátor v televizi Z1, České televizi, Českém rozhlase 2 a Českém rozhlase 1 – Radiožurnálu, následně z pozice novináře přešel do oboru PR a komunikace.

## Dílo

### Poezie
- Nocivír (2007)
- V(S)tupnice do novoduru (2012)
- Žloutek (a jiné vnitřnosti) (2022)
- Řeč Adolfa Insteina (2023)
- A z cesty vyskočili hladoví chrti (2024)

### Pro děti

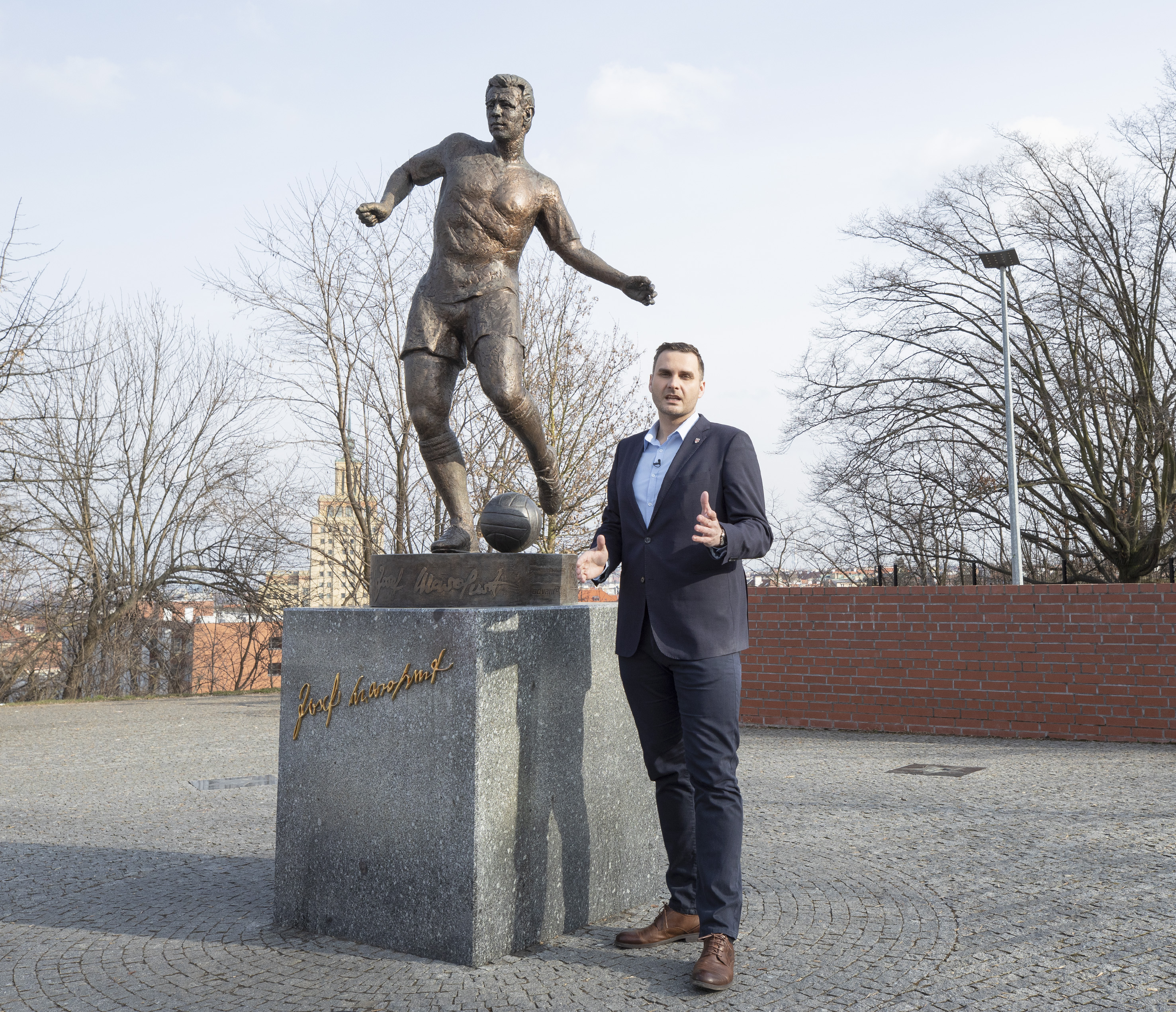
Michal Jurman během natáčení seriálu Česká fotbalová mašina

- Černý čáp je přeci bílý (2023)

### Divadelní hry
- Služebníci zazděného nebe (2011)

### Próza
- Zvukové umělecké experimenty v českém rozhlasovém vysílání (2008)

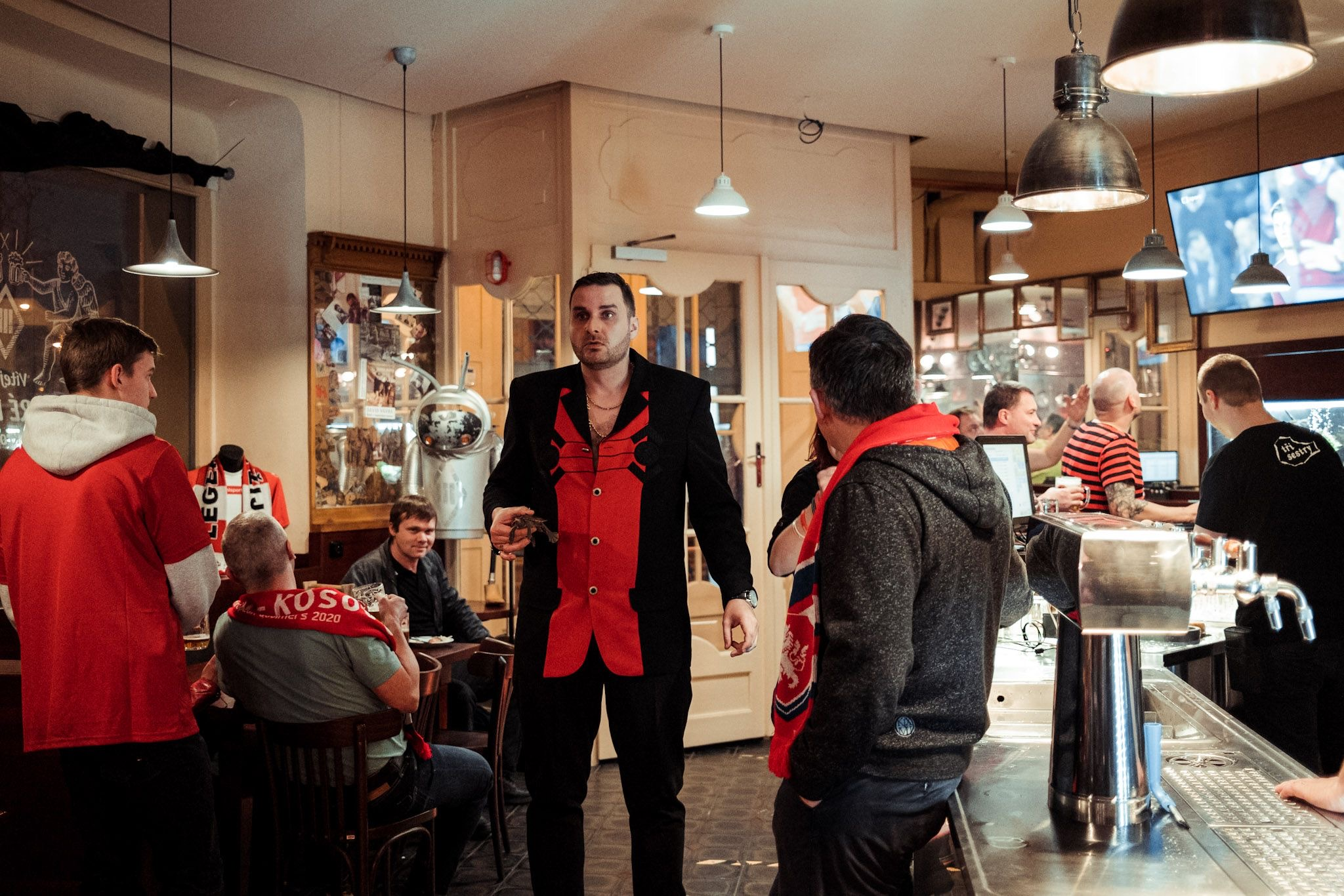
Michal Jurman ve videoklipu kapely Tři sestry (2021)

- Ptáče (novela, 2022)

### Rozhlasové pořady (výběr)
- A kdo jsi ty?“ aneb Definice Vítězslava Gardavského (rozhlasový feature, 2005)
- Z Anežčiny postýlky (rozhlasové pohádky, 5 dílů, režie: T. Soldán, 2008)
- S malým báglem velkou Čínou (spoluautor, rozhlasová dramatizace knihy V.T. Jirouška, 5 dílů, režie H. Kofránková, 2008)
- Olympijský rok – Simona Baumrtová (časosběrný dokument, 2016)
- Přímý přenos z Elsinoru (2. místo na Prix Marulić 2017, režie V. Vencl, 2017)

### Filmové a TV scénáře
- Česká fotbalová mašina (6 dílů, 2021)